# Лодхран
Лодхран (урд. لودھران) је град у Пакистану у покрајини Панџаб. Према процени из 2006. у граду је живело 102.948 становника.

## Становништво
Према процени, у граду је 2006. живело 102.948 становника.
| 1981.  | 1998.  | 2006.   |
| ------ | ------ | ------- |
| 21.791 | 64.952 | 102.948 |